# Carly Simon (album)
Carly Simon è l'album di debutto della cantautrice statunitense Carly Simon, album pubblicato nel 1971 su etichetta Elektra Records.
L'album, prodotto da Eddie Kramer, contiene dieci brani, in gran parte composti dalla stessa Carly Simon. Tra questi, figura la "hit" That's the Way I've Always Heard It Should Be, scritta dalla Simon in collaborazione con Jacob Brackman.

## Tracce
Lato A
1. "That's the Way I've Always Heard It Should Be" (Carly Simon, Jacob Brackman) - 4:15
2. "Alone" (Carly Simon) - 3:36
3. "One More Time" (Carly Simon) - 3:32
4. "The Best Thing" (Carly Simon - 4:14
5. "Just a Sinner" (Mark "Moogy" Klingman - 3:10

Lato B
1. "Dan, My Fling" (Jacob Brackman, Freddy Gardner) - 5:28
2. "Another Door" (Carly Simon - 3:16
3. "Reunions" (Carly Simon), (Bill Mernit), (Eddie Kramer) - 3:06
4. "Rolling Down the Hills" (Carly Simon) - 3:35
5. "The Love's Still Growing" (Buzzy Linhart) -

## Formazione
- Carly Simon - voce, chitarra, pianoforte
- David Bromberg - chitarra
- Mark "Moogy" Klingman - tastiera
- Jimmy Ryan - chitarra
- Doug Rauch - basso
- Jimmy Johnson - chitarra
- Buzzy Lenhart - chitarra
- Jeff Baxter - pedal steel guitar
- Billy Mernit - tastiera
- Paul Griffin - tastiera
- John Siomos - batteria
- Gerald Jemmott - basso
- Tony Levin - basso
- Jimmy Wilkins - batteria
- Harvey Shapiro - violoncello